# Capellis identitet
Inom matematiken är Capellis identitet, uppkallad efter Alfredo Capelli (1887), en analogi av formeln det(AB) = det(A) det(B) för vissa matriser med icke-kommuterande element relaterad till representationsteorin för Liealgebran {\displaystyle {\mathfrak {gl}}_{n}}. Den kan användas till att relatera en invariant ƒ till invarianten Ωƒ där Ω betecknar Cayleys Ω-process.

## Satsen
Anta att xij för  i,j = 1,...,n är kommuterande variabler. Beteckna med  Eij polariseringsoperatorn 
{\displaystyle E_{ij}=\sum _{a=1}^{n}x_{ia}{\frac {\partial }{\partial x_{ja}}}.}
Capellis identitet säger att följande differentialoperatorer, uttryckta som determinanter, är identiska:
{\displaystyle {\begin{vmatrix}E_{11}+n-1&\cdots &E_{1,n-1}&E_{1n}\\\vdots &\ddots &\vdots &\vdots \\E_{n-1,1}&\cdots &E_{n-1,n-1}+1&E_{n-1,n}\\E_{n1}&\cdots &E_{n,n-1}&E_{nn}+0\end{vmatrix}}={\begin{vmatrix}x_{11}&\cdots &x_{1n}\\\vdots &\ddots &\vdots \\x_{n1}&\cdots &x_{nn}\end{vmatrix}}{\begin{vmatrix}{\frac {\partial }{\partial x_{11}}}&\cdots &{\frac {\partial }{\partial x_{1n}}}\\\vdots &\ddots &\vdots \\{\frac {\partial }{\partial x_{n1}}}&\cdots &{\frac {\partial }{\partial x_{nn}}}\end{vmatrix}}.}